# Coupe intercontinentale 1968
La Coupe intercontinentale 1968 est la neuvième édition de la Coupe intercontinentale de football. Elle oppose lors d'un match aller-retour le club anglais de Manchester United, vainqueur de la Coupe des clubs champions européens 1967-1968, au club argentin de l'Estudiantes de La Plata, vainqueur de la Copa Libertadores 1968. Il s'agit de la première apparition de ces deux équipes dans cette compétition.
Le système de points en place depuis la création de la compétition est abandonné ; désormais, le score cumulé des deux rencontres détermine le vainqueur. En cas d'égalité, un match d'appui est joué sur terrain neutre. En 1968, Amsterdam est choisie pour accueillir cette rencontre éventuelle.
Le match aller se déroule à La Bombonera de Buenos Aires, le 25 septembre 1968 devant 66 000 spectateurs et est arbitré par le Paraguayen Hugo Sosa Miranda. Les Argentins s'imposent sur le score de 1-0 grâce à un but crédité à Marcos Conigliaro. Le match retour a lieu à Old Trafford à Manchester, le 16 octobre 1968 devant 63 248 spectateurs. La rencontre arbitrée par le Yougoslave Konstantin Zečević se conclut par un score nul de 1-1, Juan Ramón Verón ouvrant le score dès la sixième minute pour Estudiantes, Willie Morgan égalisant à la 90e minute pour Manchester United. L'Estudiantes de La Plata s'impose sur le score cumulé de 2-1 et remporte ainsi sa première Coupe intercontinentale.
En 2017, le Conseil de la FIFA a reconnu avec document officiel (de jure) tous les champions de la Coupe intercontinentale avec le titre officiel de clubs de football champions du monde, c'est-à-dire avec le titre de champions du monde FIFA, initialement attribué uniquement aux gagnantsles de la Coupe du monde des clubs FIFA.

## Feuilles de match

### Match aller

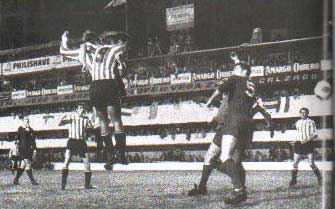
Marcos Conigliaro marque le seul but de la finale aller à La Bombonera.

| Match aller                     | Estudiantes de La Plata | 1 - 0   | Manchester United | La Bombonera, Buenos Aires                         |                                                    |
| 25 septembre 1968 21 h 00 UTC-3 | Conigliaro 27e          | (1 - 0) |                   | Spectateurs : 66 000 Arbitrage : Hugo Sosa Miranda | Spectateurs : 66 000 Arbitrage : Hugo Sosa Miranda |
| 25 septembre 1968 21 h 00 UTC-3 | (Rapport)               |         |                   | Spectateurs : 66 000 Arbitrage : Hugo Sosa Miranda | Spectateurs : 66 000 Arbitrage : Hugo Sosa Miranda |

| Estudiantes | Manchester United |

| ESTUDIANTES :         |    |                           |
|                       |    |                           |
| G                     | 1  | Alberto José Poletti (en) |
| D                     | 2  | Oscar Malbernat (en)      |
| D                     | 3  | Ramón Aguirre Suárez (en) |
| D                     | 4  | Raúl Madero (en)          |
| D                     | 5  | José Hugo Medina          |
| M                     | 6  | Carlos Bilardo            |
| M                     | 7  | Carlos Pachamé            |
| M                     | 8  | Néstor Togneri            |
| A                     | 9  | Felipe Ribaudo (es)       |
| A                     | 10 | Marcos Conigliaro         |
| A                     | 11 | Juan Ramón Verón          |
| Entraîneur :          |    |                           |
| Osvaldo Zubeldía (en) |    |                           |

| MANCHESTER UNITED : |    |                |     |
|                     |    |                |     |
| G                   | 1  | Alex Stepney   |     |
| D                   | 2  | Tony Dunne     |     |
| D                   | 3  | Francis Burns  |     |
| D                   | 4  | Pat Crerand    |     |
| D                   | 5  | Bill Foulkes   |     |
| M                   | 6  | Nobby Stiles   | 79e |
| M                   | 7  | Willie Morgan  |     |
| M                   | 8  | David Sadler   |     |
| M                   | 9  | Bobby Charlton |     |
| A                   | 10 | Denis Law      |     |
| A                   | 11 | George Best    |     |
| Entraîneur :        |    |                |     |
| Sir Matt Busby      |    |                |     |

### Match retour

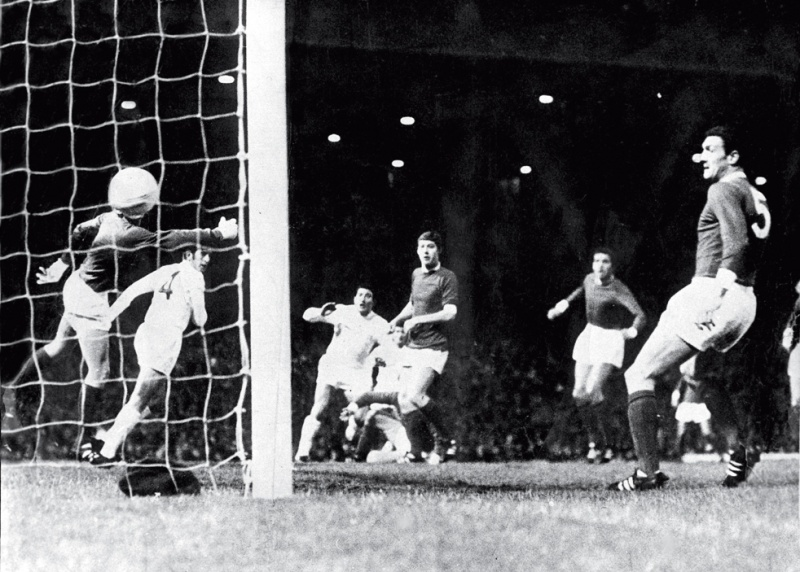
Juan Ramón Verón marque le but d'Estudiantes à Old Trafford.

| Match retour                | Manchester United | 1 - 1   | Estudiantes de La Plata | Old Trafford, Manchester                            |                                                     |
| 16 octobre 1968 19 h 45 GMT | Morgan 90e        | (0 - 1) | 6e Verón                | Spectateurs : 63 248 Arbitrage : Konstantin Zečević | Spectateurs : 63 248 Arbitrage : Konstantin Zečević |
| 16 octobre 1968 19 h 45 GMT | (Rapport)         |         |                         | Spectateurs : 63 248 Arbitrage : Konstantin Zečević | Spectateurs : 63 248 Arbitrage : Konstantin Zečević |

| Manchester United | Estudiantes |

| MANCHESTER UNITED: |    |                    |     |     |
|                    |    |                    |     |     |
| G                  | 1  | Alex Stepney       |     |     |
| D                  | 2  | Shay Brennan       |     |     |
| D                  | 3  | Tony Dunne         |     |     |
| D                  | 4  | Pat Crerand        |     |     |
| D                  | 5  | Bill Foulkes       |     |     |
| M                  | 6  | David Sadler       |     |     |
| M                  | 7  | Willie Morgan      |     |     |
| A                  | 8  | Brian Kidd         |     |     |
| A                  | 9  | Bobby Charlton     |     |     |
| A                  | 10 | Denis Law          |     | 44e |
| A                  | 11 | George Best        | 89e |     |
| Remplaçants :      |    |                    |     |     |
| A                  | 12 | Carlo Sartori (en) |     | 44e |
| Entraîneur :       |    |                    |     |     |
| Sir Matt Busby     |    |                    |     |     |

| ESTUDIANTES:          |    |                           |     |     |
|                       |    |                           |     |     |
| G                     | 1  | Alberto José Poletti (en) |     |     |
| D                     | 2  | Oscar Malbernat (en)      |     |     |
| D                     | 3  | Ramón Aguirre Suárez (en) |     |     |
| D                     | 4  | Raúl Madero (en)          |     |     |
| D                     | 5  | José Hugo Medina          | 89e |     |
| M                     | 6  | Carlos Bilardo            |     |     |
| M                     | 7  | Carlos Pachamé            |     |     |
| M                     | 8  | Néstor Togneri            |     |     |
| A                     | 9  | Felipe Ribaudo (es)       |     | 70e |
| A                     | 10 | Marcos Conigliaro         |     |     |
| A                     | 11 | Juan Ramón Verón          |     |     |
| Remplaçants :         |    |                           |     |     |
| A                     | 12 | Juan Echecopar (es)       |     | 70e |
| Entraîneur :          |    |                           |     |     |
| Osvaldo Zubeldía (en) |    |                           |     |     |